# El Portal del Web
El Portal del Web es un programa radial chileno, emitido de lunes a viernes de 14:00 a 16:00 horas por Radioactiva desde el 14 de marzo de 2016. Anteriormente fue emitido por Rock and Pop en su primera etapa, que partió el 1 de diciembre de 2000 (reemplazando el horario que anteriormente ocupaba El Chacotero Sentimental) y que finalizó el 31 de julio de 2008, siendo reemplazado por el programa Clandestino Rock and Pop. Entre 2003 y 2005 fue el programa de radio más escuchado del país en su segmento.
A instancias de este programa surgen los conjuntos de música electrónica Magmamix y No hables si no sabes, parodias de los grupos y artistas del mismo género, de los cuales solo el primero de los nombrados llegó a materalizarse en producciones de estudio. Además, son conocidos por las bromas telefónicas realizadas por distintos personaje, semejantes a las pitanzas realizadas por el Doctor Tangalanga en Argentina. Dichas bromas se caracterizan por estar transidas por diversos elementos de la cultura popular chilena y latinoamericana, como también los trabajos del Portal de Web han terminado por permear a la cultura popular chilena.
El nombre de programa corresponde a un juego de palabras con "Portal web" con el malsonante "hueveo", que en este contexto sería sinónimo de diversión desenfrenada.

## Historia
Tras la desaparición de El Chacotero Sentimental, la radio Rock & Pop programa tres días de música clásica en reemplazo del mencionado programa. Finalmente aparece una nueva propuesta, ideada por Esteban Cuevas y Daniel Acuña, creadores del portal de internet ElAntro.cl, con tres locutores; Rodrigo "Barzácula" Campos, Freddy Guerrero, Cristián Jara conocido como "Black" y "El Agente" (personaje que duró un par de semanas) y el radiocontrolador Alejandro Manzanares. A finales de 2002, tras un conflicto con la dirección de la radio, "Barzácula" sale del programa y es reemplazado por Jorge Lira, quien además en esa época hacía La Grúa, programa matinal de la misma radio. 
Durante un periodo corto de tiempo buscando un reemplazo estable para el espacio radial, pasan por esta silla personas como Sergio Lagos, Matilda Svensson, Humberto Sichel y el personaje de Pablo Stange, la "Señora Hortensia", que también gozó de su popularidad. 
En agosto de 2003, con Jorge Lira como tercero en la fórmula, un auditor que realiza extravagantes juegos de voces en un llamado de búsqueda de parejas es invitado al programa en calidad de público presente en el auditorio; se trataba de Cristián Aguayo, oriundo de Concepción, y que utiliza en radio el seudónimo de "Marcelo Magmanaman". La popularidad de Magmanaman iba en continuo aumento, coincidentemente con la época en que el programa alcanza sus mayores índices de popularidad como de audiencia. En diciembre de 2003, Jorge Lira cede su asiento de locutor a Magmanaman, quien pasa a la planta de locutores de la radio; así mismo el programa pasa a durar tres horas en lugar de las dos originales, situación que se extenderá hasta mediados de 2006. Al año siguiente (2004) comienza el lanzamiento de los discos de Magmamix, grupo electrónico surgido luego de distintas experiencias lúdicas dentro del programa.
El programa ha pasado por tres simulacros de desaparición, siendo el más traumático el primero, el 6 de julio de 2004, donde fue reemplazado por un programa llamado "Martíneando la Tarde", conducido por Martín Cárcamo, el cual hizo enfurecer a los auditores del Portal..., quienes incluso llamaron a la radio durante el programa en vivo para hacer saber su malestar. El segundo se debió a un supuesto cambio en la línea editorial de la radio, en la denominada "Rock & Pop, en tu corazón" (ocurrida en octubre de 2004), donde sólo se programó música romántica durante un fin de semana, y el tercero en el marco de una desaparición completa de la radio en 2007, periodo en el cual se programaron más de tres días seguidos canciones de Violeta Parra. Sin embargo, sin mediar aviso, al contrario de las tres ocasiones anteriores, tanto para la audiencia como al personal de locutores, el 1 de agosto de 2008 fue sacado del aire. El director de la radio, Sergio Cancino, señaló que el programa ya había cumplido un ciclo.
El 9 de enero de 2011, Cristián "Magmanaman" Aguayo sufrió una encefalomielitis aguda provocada por un virus (herpes zóster al nervio trigémino) que lo dejó en estado de coma durante 3 meses afectando sus funciones motoras, tanto motrices como del habla. Esta situación le produjo una profunda depresión, al notar que su recuperación sería larga. Por ello decide alejarse por años de sus compañeros radiales.
Después de varios años se especulaba que el portal volvería pero en otra estación, siendo una de ellas Radioactiva ya que Freddy y DJ Black se encontraban trabajando en dicha emisora. Fue así hasta que a principios del 2015 DJ Black desmintió esto asegurando que El Portal no volvería.
Con el tiempo esta dupla inició reemplazos en el programa El Sacajugo (conducido por Eduardo "Pape" Salazar) rebautizado como El Saca Web, con la misma línea que mantenía el original Portal del Web.
Iniciando el año 2016, nuevamente aparecieron rumores sobre una supuesta vuelta del programa. Así, a fines de febrero se confirmó que El portal volverá; esta vez por Radioactiva teniendo como fecha de estreno el 14 de marzo de 2016 a las 14:00 horas, mismo horario que ocupaba cuando era transmitido por Rock & Pop.
La fórmula actual mantiene a DJ Black y a Freddy como locutores, con esporádicas apariciones de terceros, a la espera del retorno de Marcelo Magmanaman, quien continúa de baja por problemas de salud que se vislumbran irrecuperables.
El 11 de marzo de 2022, Freddy Guerrero es desvinculado de Radioactiva, sin dar explicaciones al público hasta tiempo después, ya que se especulaba la salida de Guerrero por diferencias con DJ Black, este último aclaró que la decision fue por parte de los ejecutivos. 

## Secciones
Una de las características del programa eran las creativas secciones que lo componían.
- Fonopalanca: Data de la época de Barzácula. Con Jorge Lira fue rellamado Broma Espontánea y en 2006 volvió esporádicamente con el nombre original. Consisten en bromas telefónicas hechas con completos antecedentes de la víctima, jugando con fuertes temas como la muerte, el encarcelamiento y otras tragedias. Por las reacciones inesperadas y frecuentes acciones legales que les han válido, esta sección fue descontinuada.

- Flirteo: Inicialmente como “Flirteo net”, consiste en el pedido de una cita amorosa al aire. Hay variantes dirigidas a diversas opciones sexuales; está Flirteo Lesbi y el Flirteo Gay.

- Fantasías: Inicialmente llamada “Fantasías Animadas”, hace referencias al cumplimiento de diversos deseos de los auditores. De esta sección se derivaron otras, que aparecieron a medida que el programa cumplió años y se constataron necesidades comunes de los auditores.

- Acusete: Inicialmente llamada “Acusete.com” consiste en la realización de una denuncia contra algún ente que esté perjudicando al auditor denunciante. Normalmente culmina con una broma telefónica de fuerte calibre contra el acusado

- Guau – Miau: Consiste en la solicitud para obtener una mascota, o bien, el anuncio de obsequio de mascotas.

- ¿Quién dijo que en Chile no hay pega?: Avisos de bolsa de trabajo.

- Un conejo: Su nombre surge de la contracción de la palabra consejo. El auditor llama pidiendo asesoría sobre alguna materia en particular, u orientación frente a alguna decisión que deba tomar.

- Black y Cosas: Microespacio donde el locutor, radiocontrolador y DJ Cristián Jara —Black — es puesto en evidencia en cuanto a algunas conversaciones carentes de sentido o de respuestas que dejan entrever un cierto grado de ignorancia, a lo cual se culpa a la semejanza de Jara con un mandril. Descontinuada en 2005.

- Freddynotas: Microespacio "noticioso" creado por freddy

- Radioterapia: Constaba de realizar un machitun (un ceremonial de sanación hecho por una machi) a algún auditor con problemas.

- Doblando la rodilla: Sección en la cual se le pedía perdón a la pareja. En su variante femenina era conocido como Arrojando el colaless.

- Exorcismo: Es prácticamente la misma estructura de la antigua sección "Radioterapia", los auditores con algún problema llaman para un ritual de sanación a través de diversos personajes interpretados por los locutores. Es incluida el año 2016 en la segunda etapa del programa.

- Desmadre: Sección en la que el público llama para elegir un tema de rock y sus variantes. Esta sección comienza a ser incluida el 2016 en la segunda etapa del programa debido a que Radioactiva es una radio con una parrilla musical bailable yen parte para evocar la etapa en que estaban en la radio Rock & Pop

- Levanta egos: Sección iniciada el 2016 en dónde los personajes "Rocco Siffredi" y "Dirk Diggler" interpretados por Freddy Guerrero y DJ Black respectivamente, suben el ánimo a mujeres que llaman al programa sobre la base de divertidas referencias sexuales.

- Llamado del recuerdo: Sección que inicia en la segunda etapa del programa (2016), en la cual recuerdan diversos audios de pitanzas telefónicas que fueron protagonizadas por Cristián "Magmanaman" Aguayo, el cual en esta fase se encuentra ausente recuperándose de una encefalomielitis aguda.

## Hora de dar la Hora
La sección más afamada de este programa de radio, consiste en diversas pitanzas telefónicas, que tienen como protagonistas a exóticos personajes ficticios. Tiene como referencia al Doctor Tangalanga, de Argentina. Surge luego que en algún momento, Freddy Guerrero llamaba a la gente sólo para preguntar la hora, ante la pereza que le provocaría decirla él. Con el tiempo se fue complejizando, llevando al límite de la paciencia a los interpelados, en bromas que tenían como punto de descubrimiento de la pitanza el momento en que se consultaba la hora, que era a la vez el momento de término de la pitanza. En la última etapa del programa, la función de tomar el pelo ha prevalecido, llegando a quedar la petición de hora, prácticamente desterrada.

### Personajes
| Personaje                                         | Descripción |
| ------------------------------------------------- | --- |
| Armando Luna                                      | Interpretado por Freddy Guerrero, es acompañado por su amigo Brandon (Black) y Weastancio (Jorge Lira). Los tres son adultos con diversos grados de retardo mental, lo cual provoca que tengan mentalidad de niño. Asisten al Centro educacional para niños con retardo “Instituto Melbourne”. Señalan ellos “No somos enfermos, somos especiaaaaales”. Armando tiene gran afición por la Música de los ochenta; de hecho, la base de la canción que acompaña sus pitanzas es Pump up the jam de Tecnotronic. Sufre continuos abusos sexuales por parte de su tío Beno, quien al principio era solamente un ser sin representación, pero que es encarnado por Magmanaman cuando se incorpora al equipo. Tío Beno ha tenido diversos nombres. En un principio era el alias de Benito Camelot, pero últimamente se ha presentado como Venancio Céspedes. En el último tiempo Armando afirmó tener el síndrome de Asperger. |
| Amanda Fork                                       | Llamada en un principio Armanda Fuck, interpretado por Freddy Guerrero. Se trata de un joven transexual quien, con sus dos amigas, la Dayana (Dj Black) y Pordentro (Magmanaman) llaman a diversas partes preguntando por instrumentos que le permitan desarrollar la prostitución. La música de Base es de Locomía |
| Armando Mesa                                      | Hombre anciano de voz algo gangosa, que vive en condiciones paupérrimas, a pesar de ser autovalente. Tiene problemas con la pronunciación de la letra r. Interpretado por Freddy Guerrero. |
| Armando Hughes                                    | Personaje que tiene como tic nervioso el quedarse estancado en una sola frase, terminando con fuertes ataques a medida que pronuncia la misma frase, una y otra vez. Interpreta Freddy Guerrero. |
| Asociación de Jugadores Jubilados de Bachillerato | Conocida por su acrónimo AJJUBA, organización ficticia que realiza fraudulentos concursos telefónicos donde se plantean preguntas a la manera del programa “¿Quién quiere ser millonario?”. Participan todos los locutores, y el público invitado al locutorio. Los premios consisten en una infindad de cosas carentes de sentido como “un Lada con un cadáver en la maletera”. Se señala a través de un jingle que anima Héctor Humberto Gálvez, Nombre de una persona que recibió el llamado de AJJUBA. La cortina musical es "The Way You Look Tonight" de Ray Connif. |
| Bruno Fritz                                       | Científico alemán exiliado de la época de la Alemania Nazi. Cuenta chistes estúpidos, al borde de lo aburrido, bajo la presunción de los clásicos chistes sobre alemanes; personas muy inocentes, al punto de ser extremadamente boba. Fritz es interpretado por Guerrero. |
| Celedonio Aldunate Lazo                           | El personaje más popular y representativo del programa, anciano auto-valente con tendencias autoritarias, totalitarias, fascistas, absolutistas, machistas y retrógradas. Suele llamar a gente sólo para tratarla mal bajo la premisa de que son todos unos absolutos flojos. Su frase más característica es “Estas mierdas (sic) trabajan un día y se cansan” Interpretado por Marcelo Magmanaman, siempre llama en compañía de su inseparable amigo Héctor, quien le sigue el juego y lo anima a insultar a su interlocutor en todas sus llamadas. La música de fondo que emplea es la canción "Come Together" interpretada por The Beatles. Se presume que su apellido proviene de Marcelo Aldunate, alias Tom, exdirector de la radio y productor de los álbumes de Magmamix. |
| Cristián Aguayo                                   | Un tipo sin trabajo que llama cobrando dinero a empresas donde asegura que hizo un pololo o empleo temporal. Su frase más usada es “Tengo hambre” (extraída de un conocido limosnero que suele aparecer por varios lugares de Santiago) Interpretado por Magmanaman quien usa su verdadero nombre para el personaje. |
| Diagnósticos                                      | Así se conoce a la religión adoradora de San Peperoni, dentro del Distrito Número Catorce. San Peperoni es una clara referencia al Mártir Peperino Pómoro del cual se hablaba en el programa humorístico argentino Cha-Cha-Cha, en la sección Todos juntos en capilla. Antes de San Peperoni se hizo referencia al mismísimo Peperino Pómoro, y más tempranamente, a un supuesto San Magma. Quien llama a las personas para acercar la palabra de este nuevo santo, el cual se perfila como, en palabra de sus fieles, el Nuevo Jesús, es el hermano asistente Braulio Valenzuela (Magmanaman). En alguna ocasión se insinuó que la Iglesia de Peperino se financiaba con drogas, y que sus ministros tendrían alguna complusión sexual. Es una poderosa crítica a las Iglesias Evangélicas y al dogmatismo Católico. |
| Dionisio Alverre                                  | Confuso jefe de una empresa (Magmanaman), quien obliga a su asistente, Frodo Bolsón (Guerrero) a llamar a distintos lugares para solicitar servicios que las empresas consultadas no ofrecen, lo cual provoca una pérdida de tiempo a Alberre. Alberre remonta en ira, y castiga severamente a Frodo por causa del fracaso de la llamada telefónica, y en cambio premia a otro asistente, mucho más perezoso, que sería el favorito de Alberre, cuyo nombre sería Cristiancito (Black). La cortina musical es You Gotta Have Heart de Peggy Lee. |
| Dionisio Barret                                   | Paciente Psiquiátrico con problemas de piromanía y drogas. El nombre de este personaje está inspirado en Syd Barrett, exlíder de Pink Floyd (Pink Floyd es uno de los grupos musicales favoritos de Magmanaman). Interpreta Magmanaman. |
| Dionisio Corregidor                               | Persona que examina a las operadoras telefónicas y su forma de atender al público. Interpretado por Magmanaman. |
| Dionisio Decibel                                  | Persona que sufre problemas auditivos, y que para poder escucharse a sí mismo debe hablar muy fuerte. Es ayudado además por la excesiva amplificación que otorga Black al minuto de hacer el contacto telefónico. Interpretado por Magmanaman. |
| Dionisio Oficinista                               | Un Jefe de una oficina (Magmanaman) intenta hacer una orden pero no concreta debido al continuo acoso de sus subalternos quienes desean continuamente o pedir instrucciones o rendir cuentas sobre su desempeño, además de la aparición de distintos conocidos del Jefe, ya sean otros empresarios o sus familiares. |
| Dionisio Teletón                                  | Se trataba de una persona lisiada que sufría de incontables problemas referidos a su condición y su entorno, con ganas de superarse e incorporarse a la vida común y corriente, aunque con algunos tópicos claros de humor negro. Lleva el nombre del instituto de rehabilitación Teletón fundado por el animador de televisión Don Francisco. Este personaje generó polémica, puesto que hubo malentendidos respecto al humor que propendía, ya que muchas personas criticaron la forma del trato de poca seriedad con la condición real de discapacidad, lo que ocasionó que no saliera más al aire. Dionisio era interpretado por Magmanaman. |
| Dionisio Vamoh                                    | Un tipo tiene un tic nervioso que le provoca grita con tono gutural a cada minuto un “Vamo, vamo vamo” y groserías varias. También se ha culpado a interferencias telefónicas por parte de algún ajeno a la conversación. Dionisio era interpretado por Magmanaman. |
| Dionisio Diabólico                                | Un tipo llama con desesperación (Magmanaman) a un religioso que le ayude con su hermano poseso (Freddy Guerrero) quien, como señal de su estado demónico, grita las mismas interferencias que se escuchan en las llamadas realizadas en el personaje de Dionisio Vamoh, donde un personaje con voz gutural pronuncia las más variadas groserías. |
| Dionisio Seadelantayseatrasa                      | Persona que habla a diversos ritmos, de pronto muy rápido, y de un brusco cambio, vuelve a excesiva calma, para luego seguir en rapidez. Sólo se presentó una vez y era interpretado por Magmanaman. |
| Dionisio Sesaltaysepega                           | Persona que en su habla imita el sonido de un CD de audio dañado al ser leído. Era interpretado por Magmanaman durante la primera fase del programa y la base utilizada es Fatboy Slim - Rockafeller Skank. En la etapa 2016 es personificado por Freddy Guerrero ante la ausencia de Magmanaman. |
| Dionisio Olvid                                    | Persona que llama a un lugar preguntando por el servicio que originalmente ofrece, pero rápidamente cambia la conversación, preguntando por otros servicios, e incluso alegando de que él ha sido llamado por el interlocutor. Cuando el interlocutor le va a cortar, rápidamente vuelve al tema de origen, dejando normalmente más de alguna confusión. Era interpretado por Magmanaman y su base es la canción "Me olvidé de vivir" de Julio Iglesias. |
| Dionisio Peo                                      | Persona que al durante los llamados telefónicos emite diversos sonidos de flatulencias. Interpretado por Magmanaman. |
| Dr. Miyagi                                        | Fue la última creación de Freddy, el cual representaba a un doctor que llamaba a sus pacientes por teléfono para hacerles un chequeo médico. |
| ¿Estará Freddy?                                   | Clásica broma telefónica que consiste en preguntar en repetidas ocasiones a un mismo número por una persona que no reside en el lugar consultado (en este caso Freddy), de parte de distintas personas desde números distintos, y que culmina con la llamada de la persona por la cual se consulta, preguntando si no ha habido recados para él. |
| gladiadoresdelsexo.com                            | En esta empresa se encuentran Piere Calefont (Freddy), Ron Jeremy (Magmanaman) y Dirk Diggler (Dj Black) que trabajaban para la página web gladiadoresdelsexo.com: una productora de películas porno, personal de gigolos, swinger, fiestas, etc. Por ello su libido es siempre alta y muy activa, y piensan permanentemente en orgasmos, sexo y perversiones. Llaman para conseguir elementos que les permitan desarrollar sus actividades. Al inicio, Pierre Calefont era solo un depravado que llamaba a locales comerciales para acosar sexualmente al dependiente, sea mujer u hombre, en razón de su naturaleza bisexual. También Doctor Zombie fue parte de este sketch bajo el nombre de "Torbe el español", en homenaje a Ignacio Allende. |
| Guido Quiroz                                      | Hombre alcohólico interpretado por Freddy Guerrero y la base utilizada es Giolito y Su Combo - La Gallina No. Es de los personajes más antiguos. |
| Jaime Ríos                                        | Un hombre con múltiples problemas al hablar, desde un exagerado tartamudeo hasta tics nerviosos, a la manera del personaje Tetera de Eduardo Thompson. Por su manera de hablar, se lo relaciona y ridiculiza con una popular canción de los años 90 de Scatman John. Interpreta Freddy Guerrero. |
| José Sanhueza                                     | Es una persona que no habla normalmente, es un gangoso que sufre el maltrato de Magmanaman. Se insinúa que el personaje sufre algún grado de retraso mental. Interpretado por Freddy Guerrero. |
| Loreto Droguett                                   | Una mujer depresiva encarnada por Magmanaman, la cual realizaba llamadas a distintos lugares para resolver sus problemas. Uno de sus mejores llamados fue cuando "accidentalmente" metió su gato a la lavadora. Actualmente Magmanaman no ha vuelto a invocar al personaje. |
| Michael Spiniak Schaeffer                         | Algo así como una mezcla de Michael Jackson, Claudio Spiniak y Paul Schafer, es un personaje que llama a distintas personas para perdir productos que quiere utilizar para muy extrañas prácticas sexuales. Era interpretado por Freddy Guerrero. |
| Petronio Pacient                                  | Hombre de edad avanzada interpretado por Freddy Guerrero que habla con demasiada calma y no resume al momento de llamar a alguna empresa para pedir algo, de manera que llega a colmar la paciencia de su interlocutor. |
| Tristell                                          | Era un personaje interpretado por la Señorita Magaly, una niña que llamaba y a quien contestaba trataba de papa o mama y siempre se ponía a llorar y todos le creían. Está inspirado en la cantante infantil Christell. |
| Advertencio Warning                               | Fugaz pero relevante personaje interpretado por Magmanaman en sus inicios en el programa. Se trataba de un tipo que llamaba para advertir de los peligros asociados a actividades de todo tipo. su frase muletiila era "Eso no se hace". En su única aparición, le cortan el teléfono a medio camino y Magma queda diciendo "aló, aló, eso no se hace, no se hace eso". En ese momento Black pone una base electrónica acompañando las incoherencias de Magma, lo que se mantuvo por largos minutos e incluso encima de la tanda comercial del momento. Esto marca el inicio de toda la historia posterior de "Magmamix". |
| Dionisio Droguett                                 | Un sujeto drogadicto llama a diferentes lugares para comprar más drogas. Era interpretado por Magmanaman. |
| Jimmy Fly                                         | Se trata de un Hippie que llama para molestar a las personas ya que se encuentra en un estado de drogadicción. Era interpretado por Freddy Guerrero. |
| Dionisio Insist                                   | Personaje que intentaba tener la razón en todos los llamados incluso si no tenía la razón, porfiando a la víctima, interpretada por Magmanaman. La cortina musical de base utilizada es Singing The Blues de Guy Mitchell. |
| Dionisio Transparente                             | Se trata de un sujeto que sufre de ataques de histeria, llamaba para hacerse un chequeo médico. Era interpretado por Magmanaman. |
| Rogelio Habla Raro                                | Sujeto que sufre de Tics Nerviosos que lo llevan a gritar constantemente insultos y groserías u otros sonidos extraños mientras se intenta comunicar, interpretado por Freddy Guerrero. |
| Ambrosio Aldunate Lazo                            | Hermano del personaje Celedonio Aldunate Lazo, es un cascarrabias jubilado de la armada que comparte semejantes características con este último, llama a la gente para tratarla mal y sacarla de quicio. Asegura que la ausencia de su hermano se debe a que está en una pasantía en Nueva York haciendo una obra de caridad y viendo sus empresas de ese lugar porque se aburrió de este "país de mierda". Es incluido en el programa durante la segunda etapa del programa (2016) e interpretado por Freddy Guerrero. |
| Jhon Dark                                         | Agente especial encubierto llama preguntando por maletas y entregando palabras en clave. Personaje interpretado por Freddy Guerrero y musicalizado por la canción de Misión Imposible. |

## Locutores
Por los micrófonos del programa pasaron innumerables locutores, quienes en el rol de productor, o de reemplazantes, han marcado la trayectoria del extinto programa radial. El trío de locutores estelares —Magmanaman, Freddy y Black —estuvo en su posición de forma ininterrumpida desde diciembre de 2003 hasta el último programa, emitido el 31 de julio de 2008. Anteriormente el puesto de Magmanaman lo ocupó Jorge Lira, y en un principio, Barzácula. Para la versión de "Radioactiva", están solo Guerrero y Jara.

### Estelares
- Freddy Guerrero: Oriundo de Viña del Mar. Baterista aficionado. Pilar absoluto del programa por su gran carisma humorístico. Fue además el encargado de gran parte de las voces de la serie de discos del conjunto electrónico Magmamix. Su rasgo físico más distintivo es su prominente nariz, que le ha originado toda suerte de epítetos alusivos. Es el creador de gran parte de los personajes clásicos del programa, entre los cuales está la punta de lanza del espacio, Armando Luna. El 11 de marzo del 2022 fue el último programa de Guerrero en RadioActiva, en sus redes sociales informa que fue desvinculado de la estación radial, sin dar a conocer los motivos de su salida.

- Cristián Jara (Dj Black): Radiocontrolador, Locutor y DJ, oriundo de la comuna de Lo Prado, una de las zonas más populosas de Santiago, Jara saltó a la fama e ingresa al mundo de la farándula chilena al aparecer en el Reality Show La Granja VIP de la Televisora PUC-TV (Canal 13) del cual fue expulsado envuelto en una gran polémica. Luego ha aparecido esporádicamente en televisión. Participó además del Portal, en el programa Hasta que Choque el hueso, que se emitía las madrugadas de viernes y sábado en radio Rock and Pop. Anteriormente participó en los programas La Jaula del Mono y Safari, ambos también de la misma radioemisora.

### Anteriores y otros
- Cristián Aguayo (Marcelo Magmanaman): Se presenta ante el micrófono bajo el seudónimo de Marcelo Magmanaman, en honor a Steve McManaman, un jugador de fútbol inglés. Ingresó al programa luego de un pintoresco llamado telefónico, al cual llegó por accidente. Se reveló como una gran promesa debido a la utilización de chistes y lugares comunes que han quedado insertos en la memoria popular Chilena. Oriundo de Concepción, donde era conocido como Chiliwilli por sus más estrechos amigos, revitalizó el programa al crear la serie de jugarretas que darían paso al experimento de Magmamix, la inclusión de toda la serie de personajes de nombre Dionisio, y las voces diabólicas. Actualmente se encuentra recuperándose de una encefalomielitis aguda que lo afectó en 2011.

- Jorge Lira: Conductor histórico de La Grúa, asumió la locución del Portal en 2002, imprimiéndole un ritmo ininterrumpido al desarrollo del programa. Durante su periodo datan las performances que le otorgaron al programa su popularidad, al dedicar las dos horas del programa exclusivamente a la entretención, con Horas de dar la hora que superaban la media hora y la absoluta ausencia de temas musicales dentro del programa. A fines de 2003 cede su puesto a Magmanaman y pasa a animar el espacio DeLira, que estaba programado inmediatamente después de Portal. En Horas de Dar la Hora interpretó a Gueastancio y al fracasado personaje Jorge Carrusel.

- Pablo "Mono" Stange: Primer productor del programa. Se mantuvo por varios años en el puesto y dejó su sello a través de la gestión de hilarantes llamados y bromas de todo tipo. Otro hito importante fue su personaje "Señora Hortensia" que tuvo un fugaz regreso durante los últimos meses del programa al aire.

- Doctor Zombie: Productor histórico de Portal, junto a Felipe Arratia. Estuvo en ese puesto más de tres años, hasta el momento en que renuncia a la radio por discordancia con la línea que estaba tomando la radio. Era célebre por su grado de ñoñería. No se conformaba con producir; era un activo cuarto locutor del personal. Era siempre solicitado por su amplísima cultura general, siendo incluso, en este sentido, más eficiente que la mismísima Wikipedia. Se le gritaba, a cada minuto, “Zombie hueco” en referencia a su ambigüedad sexual. También era un especialista en temas sexuales, colecciones de cine y tiras cómicas. Se corría el rumor (risible, por cierto) de que con su cultura seducía a mujeres que luego invitaba a su departamento y las ultrajaba, luego que ellas se durmieran por las continuas lecturas que Zombie les hacía. Renunció a R&P en 2006 con motivo de la salida de Patricio Cuevas (director de ese momento). Regresó a la radio en julio de 2008 a cargo del espacio Clandestino Rock&Pop, que reemplazó al Portal y que sólo duró unos pocos meses al aire.

- Señorita Magaly: Primero se la señalaba como la secretaria, que traía los correos prácticamente “en pelota” (En Chile, vale decir, desnuda) o en una diminuta prenda de ropa interior, “con chiporro para que no le dé frío” según señalan los locutores. Esto, evidentemente, forma parte de la fantasía radial. Fue la productora que sucede a Zombie. Protagonizó la radionovela María Corazón de Hipo en 2007, y participa de la apocalíptica emisión de Martineando la Tarde en 2004.

- Daniel "Castaña" Contreras: Periodista que trabajó como productor y como reemplazo en un par de oportunidades. Fue homanejeado e inmortalizado en el tema de Magmamix "Póngale Nombre al Niño".

- Pablo "Cabeza de Frutera" Sánchez: Periodista. Uno de los últimos productores del programa y eternamente molestado por el trío por las grandes dimensiones de su cráneo. Partió en diciembre de 2007 para incorporarse al personal de la naciente "ADN Radio Chile". Actualmente sigue en esas labores.

- Señora Hortensia: Personaje de culto interpretado por el productor Pablo "Mono" Stange. Se trataba de una vieja enojona y lujuriosa que siempre molestaba a Barzácula y compañía. Su momento memorable fue cuando asumió la conducción del programa durante un mes.

## Televisión
En enero de 2009 se estrenó en el canal de televisión por cable Vía X el programa Portal Noticias Televisión donde participaban Freddy Guerrero y Magmanaman. Era un programa que contenía una serie de gags, muchos de ellos extraídos del desaparecido programa radial. El espacio recibió críticas del Consejo Nacional de Televisión y fue sacado del aire en marzo de ese mismo año.